# Vitae duorum Offarum

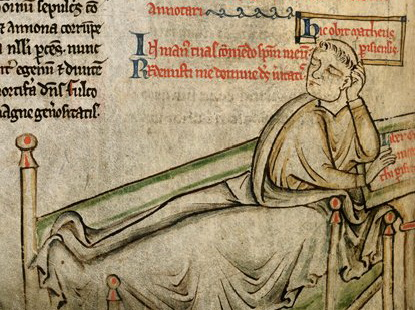
Matthieu Paris.

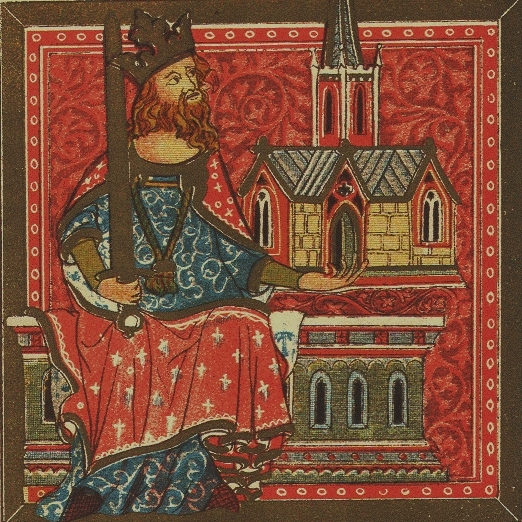
Offa de Mercie tenant l'abbaye dans sa main, enluminure dans le livre des bienfaiteurs de l'abbaye de Saint-Albans (v. 1380).

Vitae duorum Offarum est un récit littéraire écrit au XIIIe siècle par le moine copiste Matthieu Paris travaillant dans la cathédrale Saint-Alban de Saint Albans dévouée à Saint-Alban.
Le Vitae duorum Offarum est une biographie de deux rois de Mercie portant le même nom d'Offa, Offa d'Angeln et Offa de Mercie. Selon certains éditeurs, le Vitae duorum Offarum serait antérieur au XIIIe siècle et Matthieu Paris ne serait qu'un simple copiste.
Matthieun Paris s'intéressa à ces deux rois qui vouaient eux-mêmes un culte à Saint-Alban.
Offa d'Angel fit le vœu de fonder un monastère dédié à saint Alban, tandis que plusieurs siècles plus tard, son homonyme de Offa de Mercie exécuta ce projet après la découverte des reliques du martyre Saint-Alban et fit édifier l'abbaye de Saint-Alban.
Disposant peu de sources fiables, Matthieu Paris broda un récit en partie fictif et merveilleux. Il commis des erreurs telle que celle de transposer le célèbre combat d'Offa d'Angeln qui se déroula le long de la rivière Eider situé dans la Saxe primitive et qu'il situa en Angleterre. 

## Liens externes

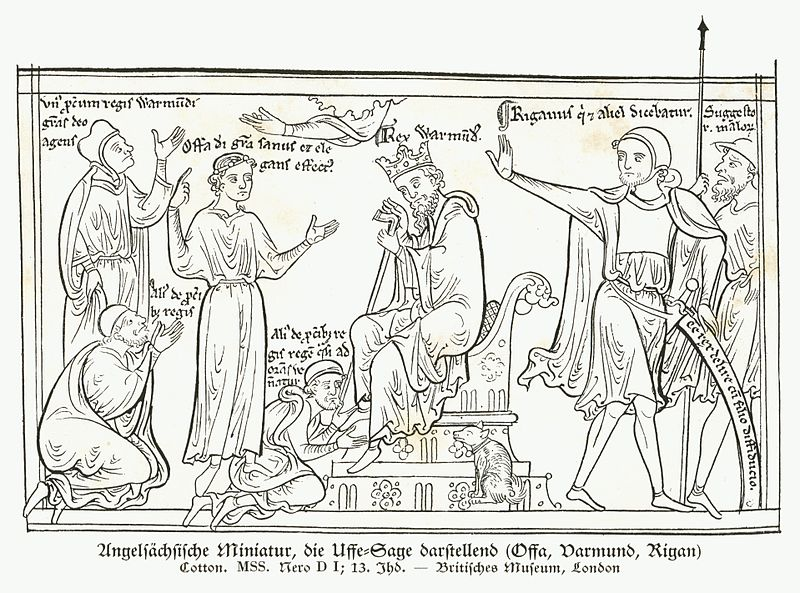
Le roi Varmund et son fils Offa (illustration du Vitae duorum Offarum de Matthieu Paris, Cotton ms. Nero D I).